# Elias Beeckmankazerne

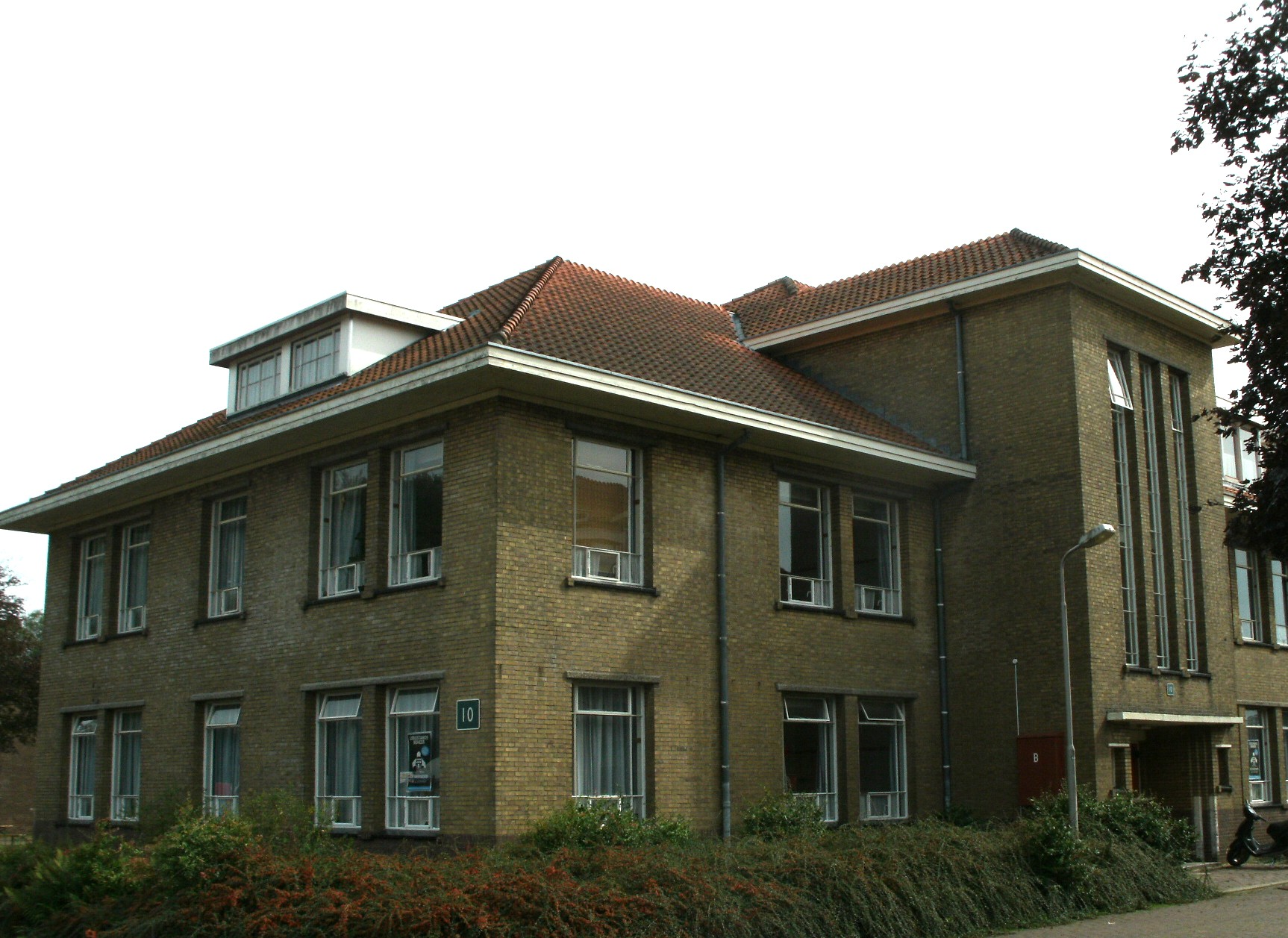
Een van de legeringsgebouwen van het complex

De Elias Beeckmankazerne is een voormalige legerkazerne in Ede. Hij maakte tot eind 2010 deel uit van het kazernecomplex Ede-Oost, waartoe ook de Simon Stevinkazerne behoorde.

## Geschiedenis
De kazerne werd in 1939 geopend en werd ontworpen door Kapitein der Genie A.G. Boost. Het is een Rijksmonument. Aan de vooravond van de Tweede Wereldoorlog was hier het 22 Regiment Infanterie gelegerd, dat tijdens de mobilisatie vertrok naar de Grebbeberg. In de oorlog gebruikte de Duitse bezetter alle kazernes in Ede als opleidingslocatie voor de troepen. Na de bevrijding waren er tijdelijk Canadezen gelegerd. Nadat de locatie volledig vrij van mijnen en andere explosieven was verklaard, werd het in 1946 de opleidingslocatie voor 4, 5 en 6 Bataljon Jagers, voordat ze uitgezonden zouden worden naar Nederlands-Indië. Begin jaren 50 werd plaats gemaakt voor artillerieopleidingen en voor het net opgerichte Regiment van Heutsz. Ook was hier het Verbindings Opleidings Centrum (VOC) gevestigd. Dit zou later verhuizen naar Weert en worden samengevoegd met het 1 VOC uit Wezep onder de naam Onderofficiers School (OOC), de latere Koninklijke Militaire School.

### Regiment Verbindingstroepen
Na vertrek van het VOC werd hier de School Verbindingsdienst gevestigd. Deze werkte nauw samen met het in de naastgelegen Simon Stevinkazerne in 1951 opgerichte Regiment Verbindingstroepen. Op het kazerneterrein stond een monument voor de gevallen Verbindingstroepen. Dit monument bestaat uit een plaquette en een van de leeuwen die vroeger de Koningsbrug in Rotterdam sierden. In de zomer van 2010 verhuisden de verbindingstroepen naar de Bernhardkazerne in Amersfoort. Het monument is met het regiment meeverhuisd. Defensie schonk de gemeente Ede in 2011 een replica van de leeuw als dank voor het feit dat Ede meer dan een eeuw garnizoensplaats is geweest.

### VVDM
De Elias Beeckmankazerne was in 1966 de "geboorteplaats" van de eerste vakbond voor dienstplichtige militairen ter wereld, de Vereniging van Dienstplichtige Militairen (VVDM). Aanleiding was een incident waarbij een soldaat vijf dagen verzwaard arrest kreeg opgelegd. Al na een jaar had de "vakbond" meer dan 3000 leden door het hele land.

### Herbestemming
Op 1 januari 2011 heeft Defensie de kazernes overgedragen aan de gemeente Ede. Het terrein is opgenomen in het woningbouwproject "Veluwse Poort". Een aantal gebouwen van de kazerne is aangemerkt als rijksmonument. Deze gebouwen krijgen een prominente plaats in de nieuwe wijk, waarbij ze een herinnering vormen aan het militaire verleden van Ede.

## Naam
De kazerne is genoemd naar de vaandrig Elias Beeckman, onder wiens aanvoering een handvol gewapende burgers in 1672 een aanval van de Franse troepen van Lodewijk XIV op de plaats Aardenburg in Zeeland afsloeg.

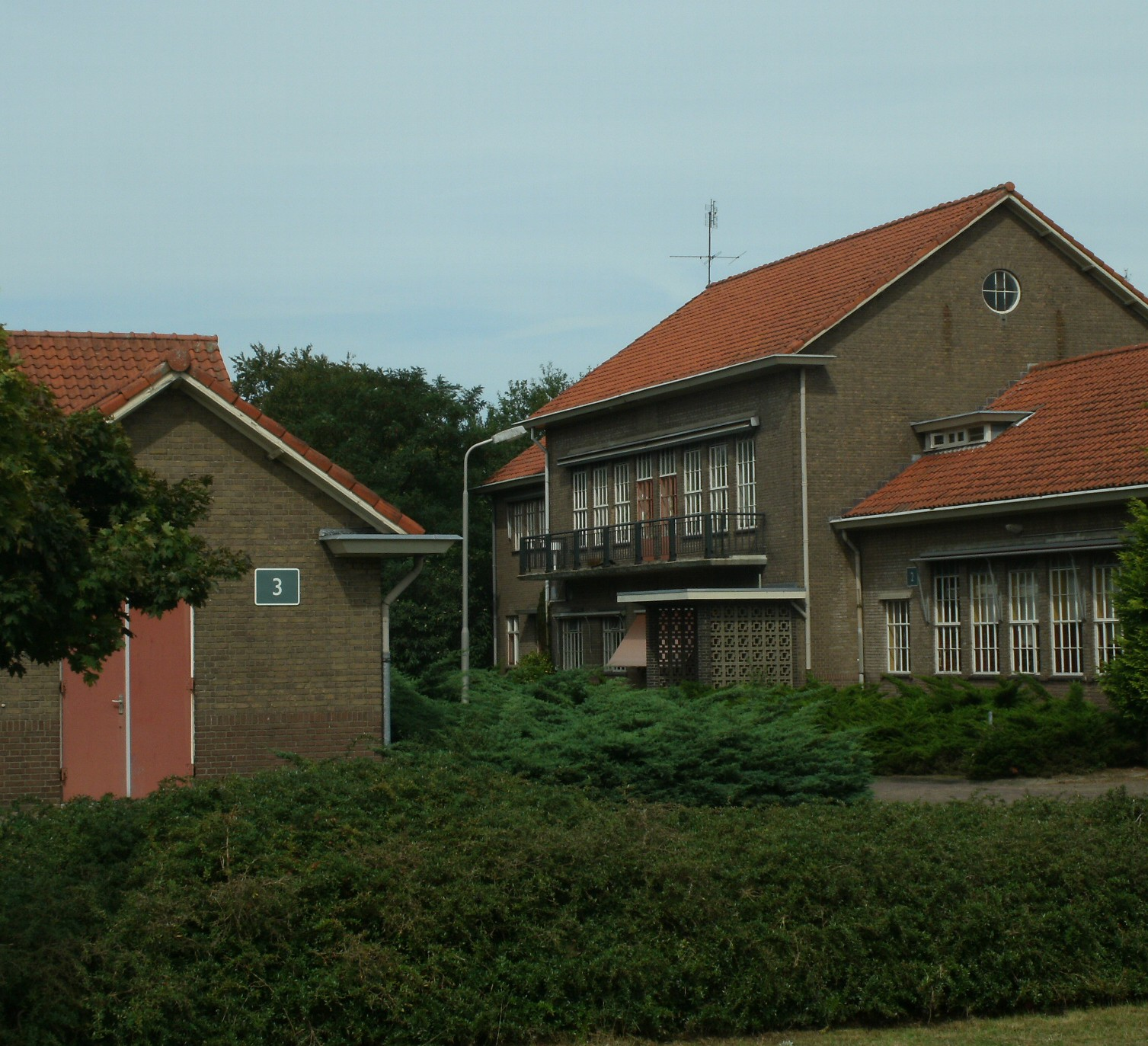
Kantinegebouw
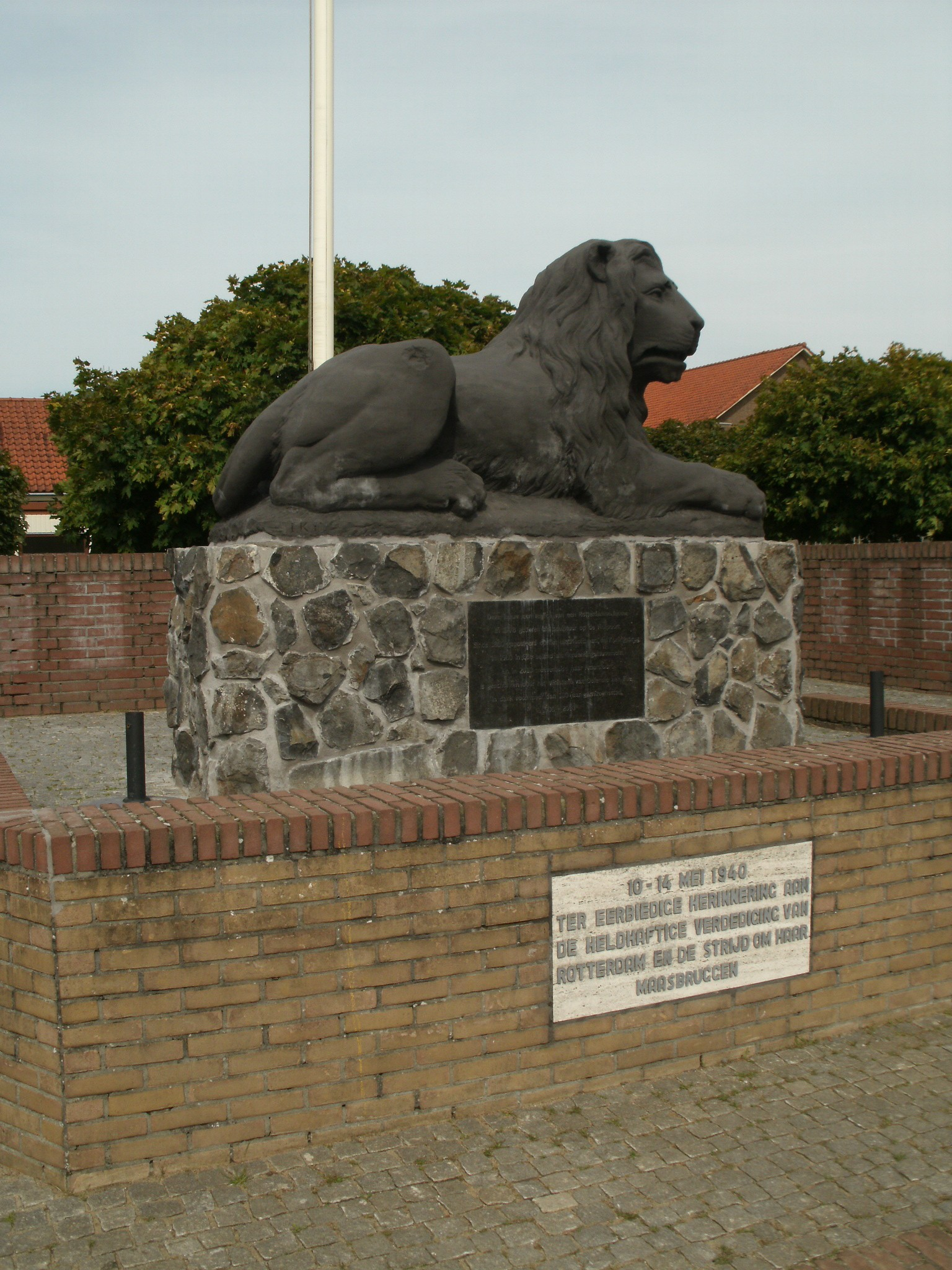
Replica van "De Leeuw"
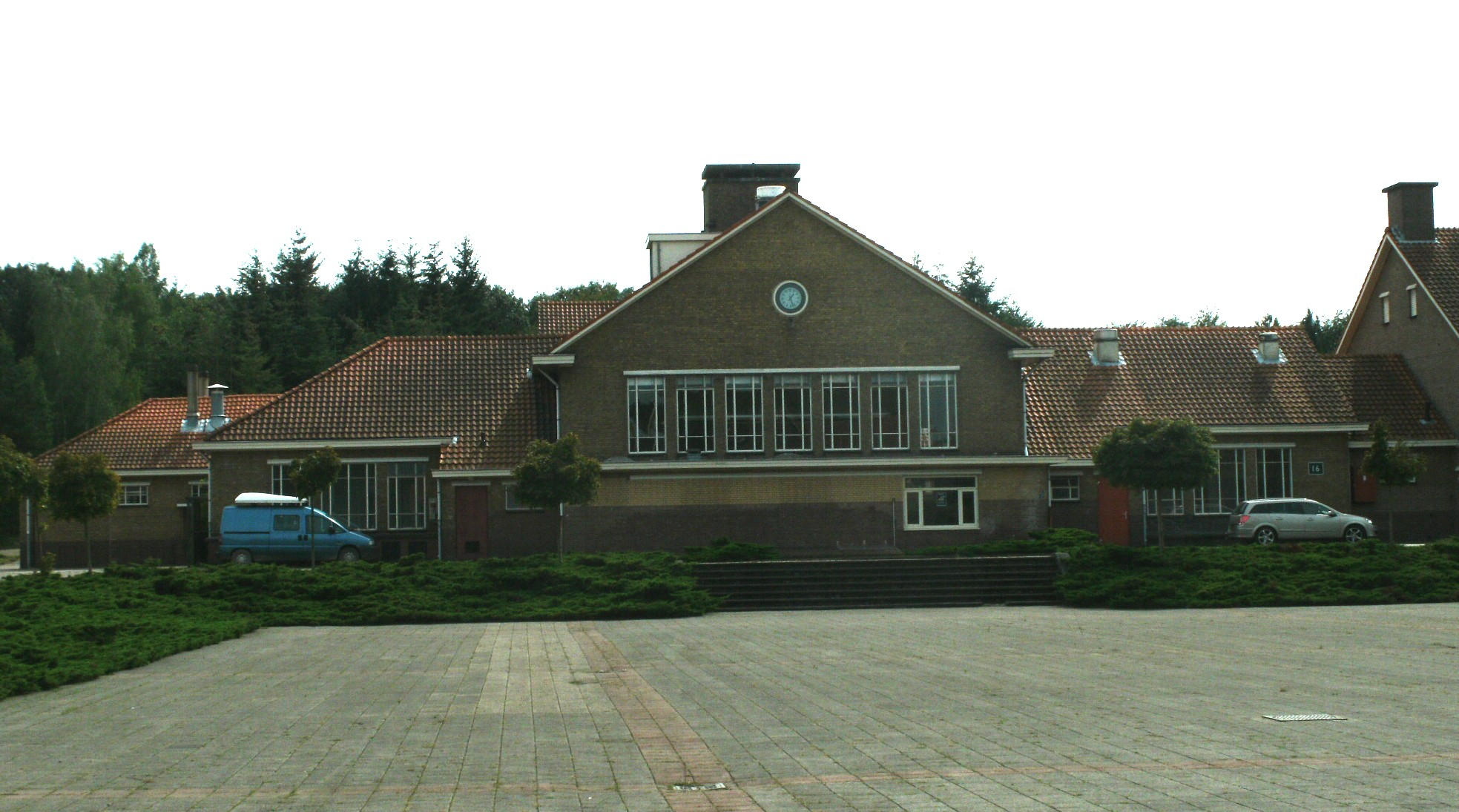
Appelplaats en messgebouw